# 八幡町立相生中学校
八幡町立相生中学校（はちまんちょうりつ あいおいちゅうがっこう）は、かつて岐阜県郡上郡八幡町（現・郡上市）に存在した公立中学校。

## 概要
- 郡上郡八幡町の中学校であり、校区は旧・相生村の大部分（稲成・相生・吉野・西乙原・安久田）であった。1987年、相生第二中学校と統合し、八幡西中学校の新設により廃校。

## 沿革
- 1947年（昭和22年）4月1日 - 相生村立相生中学校として開校。相生小学校の校舎の一部を仮校舎とする。
- 1948年（昭和23年）4月1日 - 相生小学校那比分校に相生中学校那比分校、八幡町立相生小学校相生分校に相生分校を併設する。
- 1951年（昭和26年）
  - 3月 - 相生小学校の隣接地に移転。
  - 4月 - 那比分校が相生第二中学校として分離独立。
- 1954年（昭和29年）12月15日 - 八幡町、川合村、口明方村、相生村、西和良村が合併し、八幡町が発足。同時に八幡町立相生中学校に改称する。
- 1959年（昭和34年）3月 - 相生分校を廃止。
- 1980年（昭和55年）3月 - 統合により廃校。

## 相生分校
- 現在の岐阜県郡上市八幡町相生4253に設置された相生中学校の分校。八幡町立相生小学校相生分校に併設されていた。
- 1948年4月、相生村立相生中学校相生分校として開校。1954年に八幡町立相生中学校相生分校となる。
- 1959年3月に廃校[注釈 2]。